# سد نانيرو
سد نانيرو هو سد خرساني ذو قوس الجاذبية يقع في كومانو، محافظة ميه، اليابان. يعبر السد نهر كيتاياما، أحد روافد نهر كومانو بالقرب من حدود محافظة مي مع محافظة واكاياما. 
تم بناء السد من قبل شركة أوباياشي، وبدأ البناء في عام 1963، واكتمل بحلول عام 1965. وتعود ملكية السد حاليًا لشركة تطوير الطاقة الكهربائية. والغرض الأساسي من السد هو توليد الطاقة الكهرومائية، حيث يقوم السد بتزويد محطة إيكهارا للطاقة القريبة المحطة، بسعة توربينية مركبة تبلغ 350 ميجاوات (470.000 حصان). يعمل الخزان الموجود خلف السد أيضًا كمنشأة تخزين للضخ جنبًا إلى جنب مع سد إيكهارا المجاور في واكاياما.